# Cry Pretty
«Cry Pretty» —en español: «Llora bonito»— es una canción grabada por la cantante de country estadounidense Carrie Underwood de su sexto álbum de estudio del mismo nombre. Fue lanzado el 11 de abril de 2018, a través de Capitol Nashville como el sencillo principal del álbum.

## Video musical
Carrie publicó por primera vez un clip corto para el video musical oficial de la canción el 3 de mayo de 2018, con una nota al final del clip que decía "el video oficial llegará pronto". El video se estrenó durante el episodio del 6 de mayo American Idol. Fue dirigido por Randee St. Nicholas.
El video comienza con Carrie en la ducha y luego la muestra caminando en el escenario preparándose para interpretar la canción. Esto está entrecortado con escenas de ella en su vestidor, dormitorio, ducha y limusina, donde se la ve llorando.

## Presentaciones en vivo
Carrie realizó el sencillo en vivo por primera vez en la 53.ª Academia de Música Country Awards el 15 de abril de 2018, marcando su primera aparición pública desde noviembre de 2017. La presentación fue muy bien recibida y recibió una gran ovación de la multitud. Billboard clasificado como el mejor presentación de la noche.

## Posicionamiento en listas
| Listas (2018)                              | Mejor posición |
| ------------------------------------------ | -------------- |
| Canadá (Canadian Hot 100)                  | 83             |
| Canada Country (Billboard)                 | 26             |
| Escocia (Scottish Singles Sales Chart)     | 75             |
| Estados Unidos (Billboard Hot 100)         | 48             |
| Estados Unidos Country Airplay (Billboard) | 18             |
| Estados Unidos (Hot Country Songs)         | 5              |